# آهوبم
آهوبم نام روستایی از توابع بخش مرکزی شهرستان بردسکن در استان خراسان رضوی است. این روستا در دهستان کوهپایه قرار دارد و براساس سرشماری سال ۱۳۸۵ جمعیت آن ۱۳۳ نفر (۵۱ خانوار) بوده است.

## نگارخانه

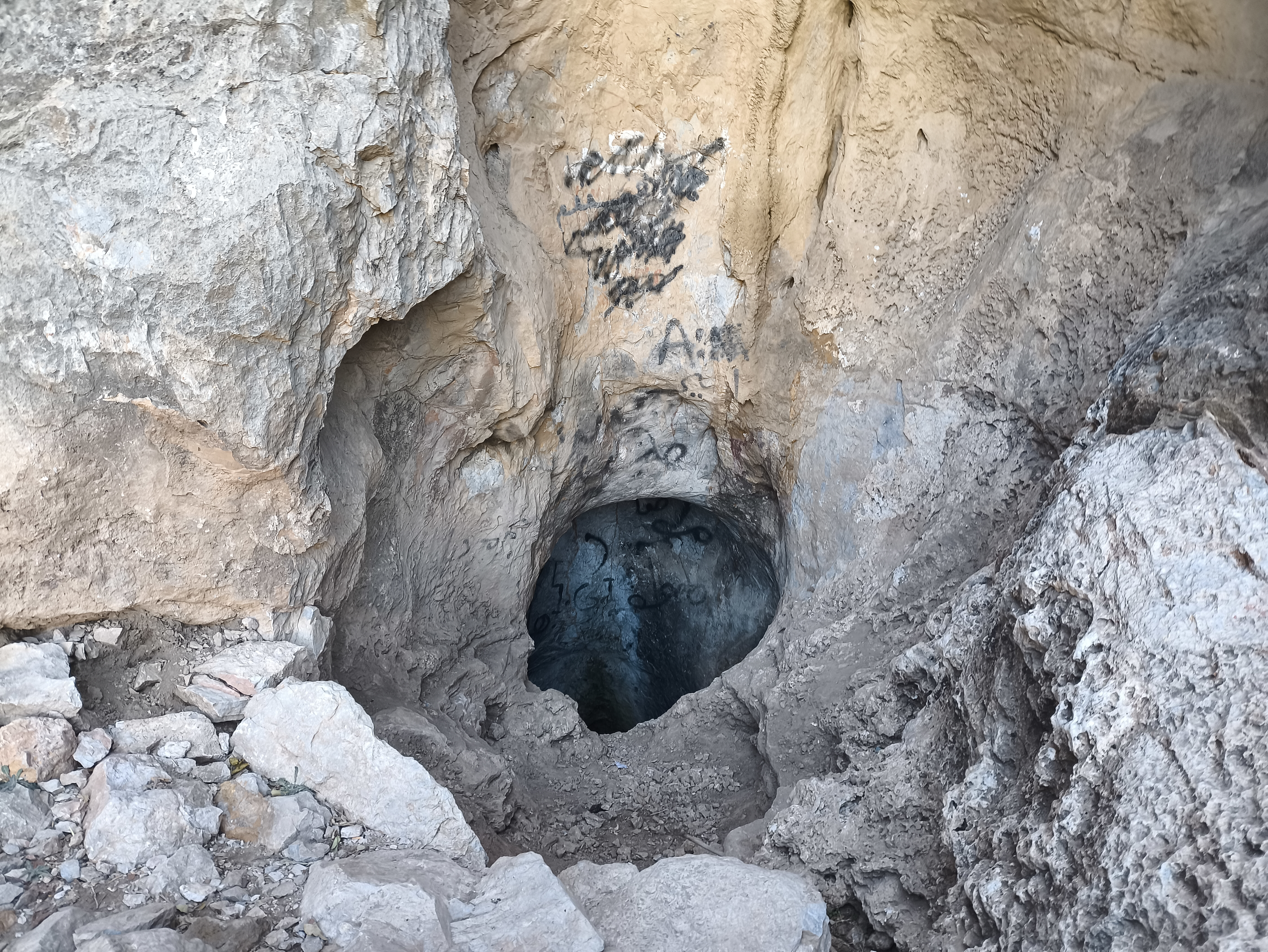
غار آهوبم
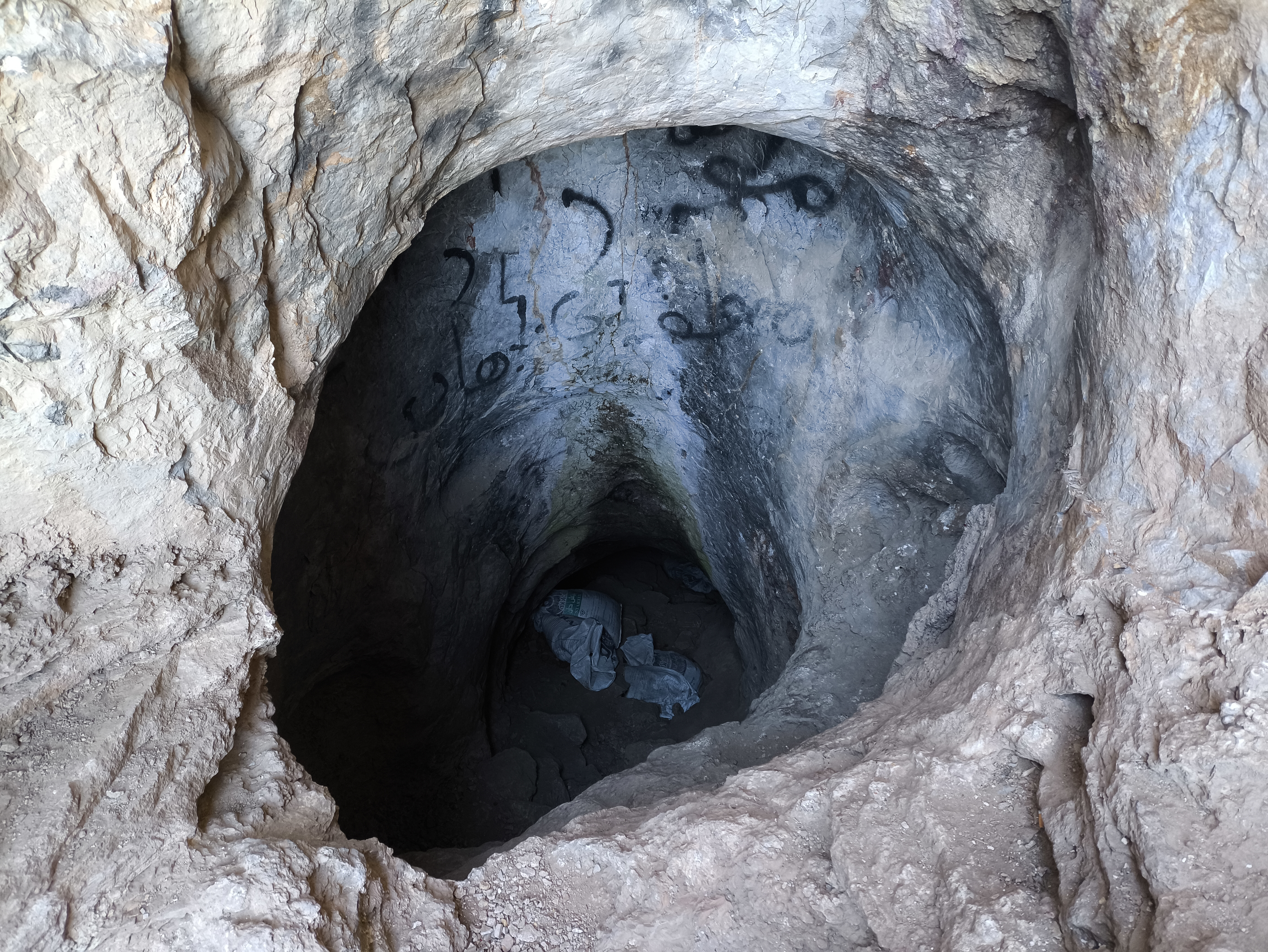
غار آهوبم
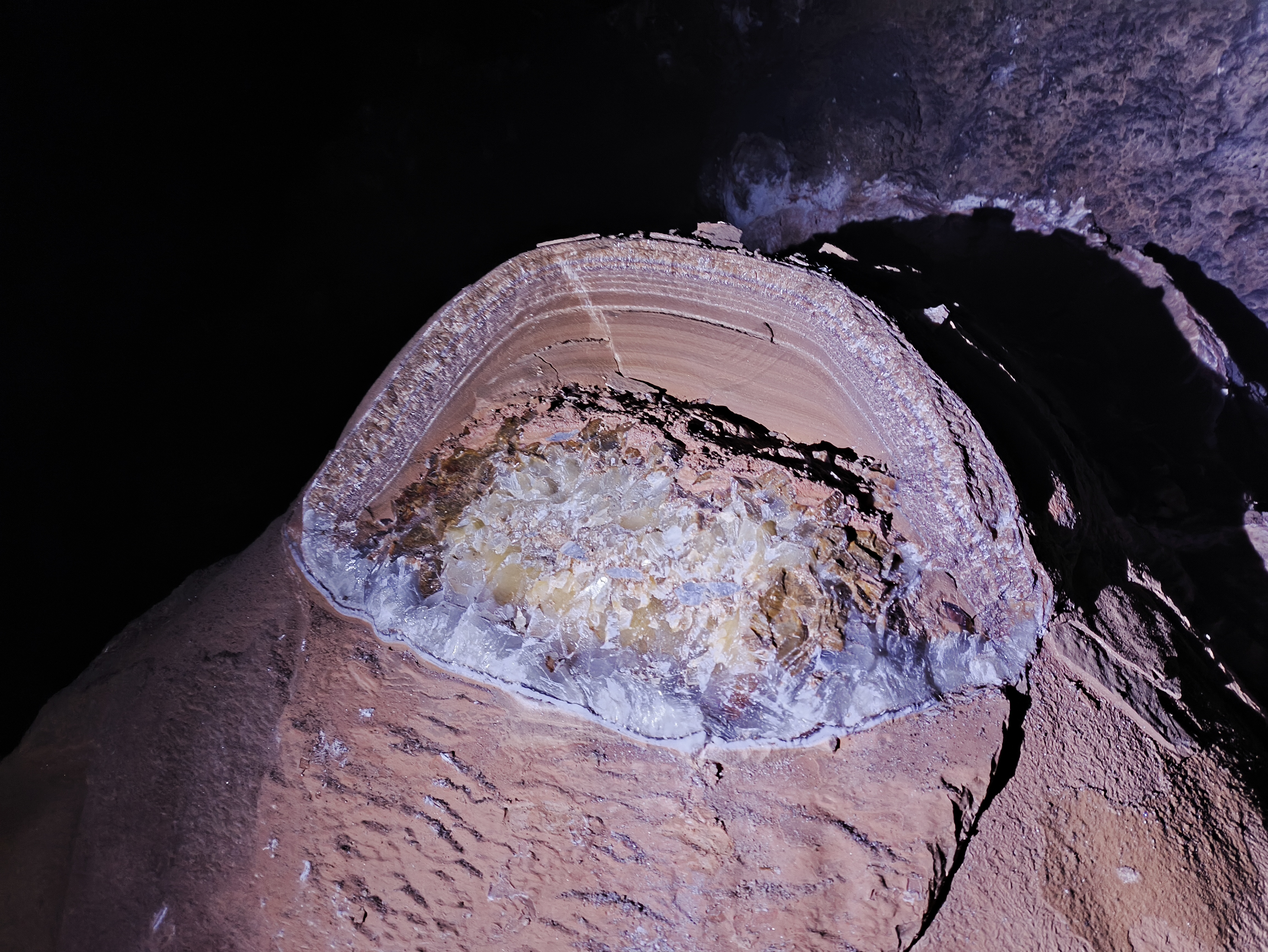
غار آهوبم
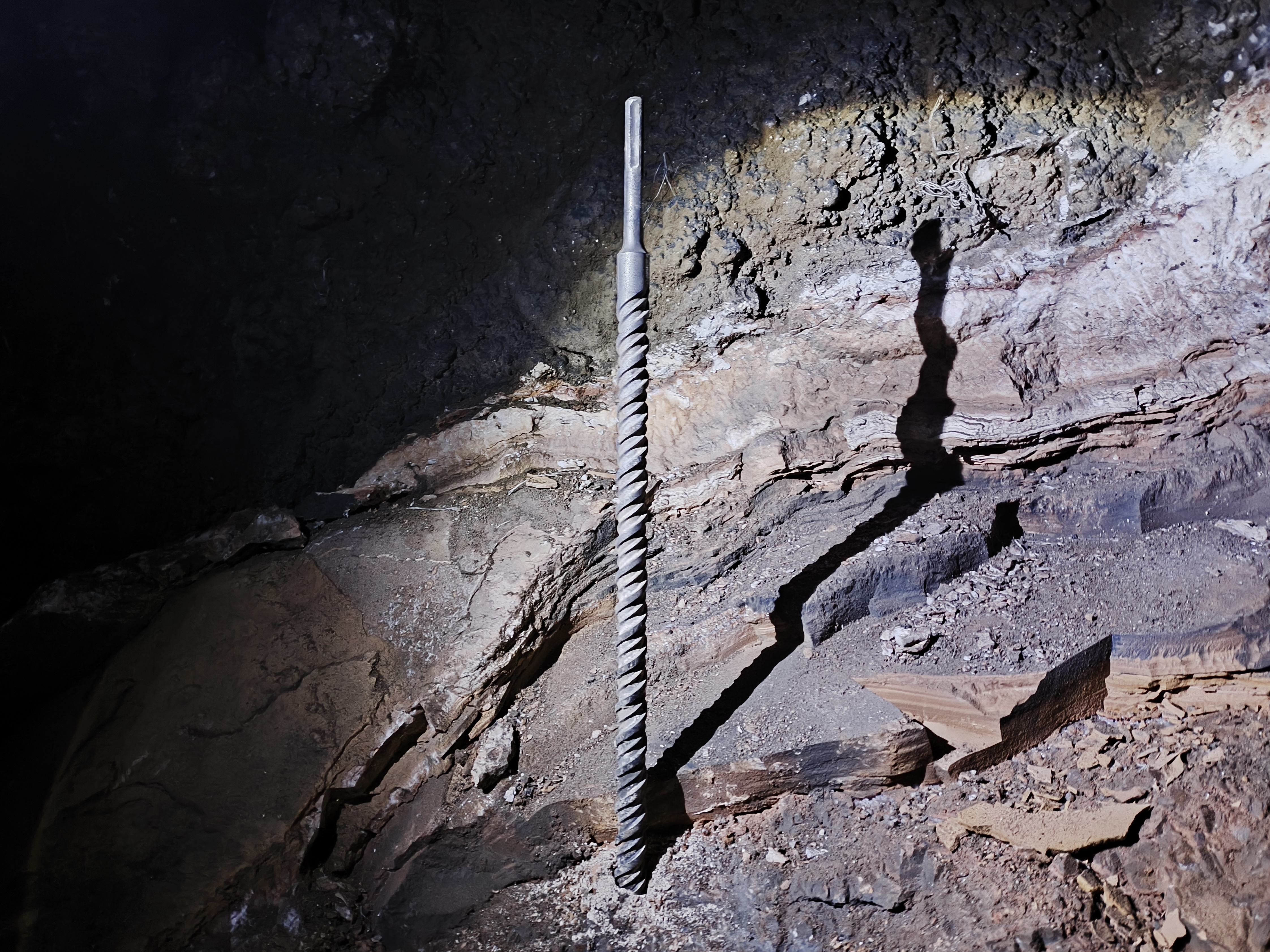
غار آهوبم
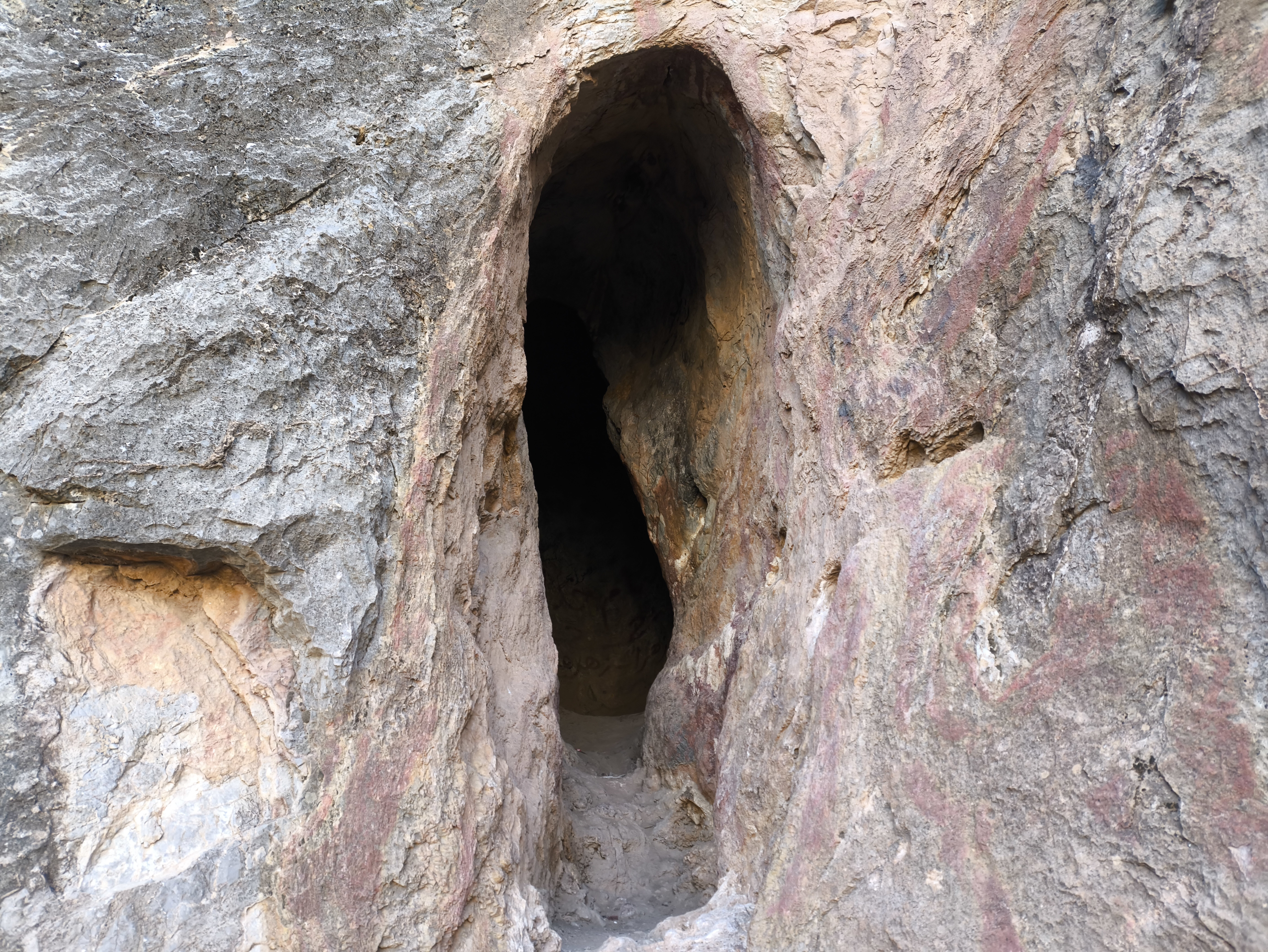
غار آهوبم
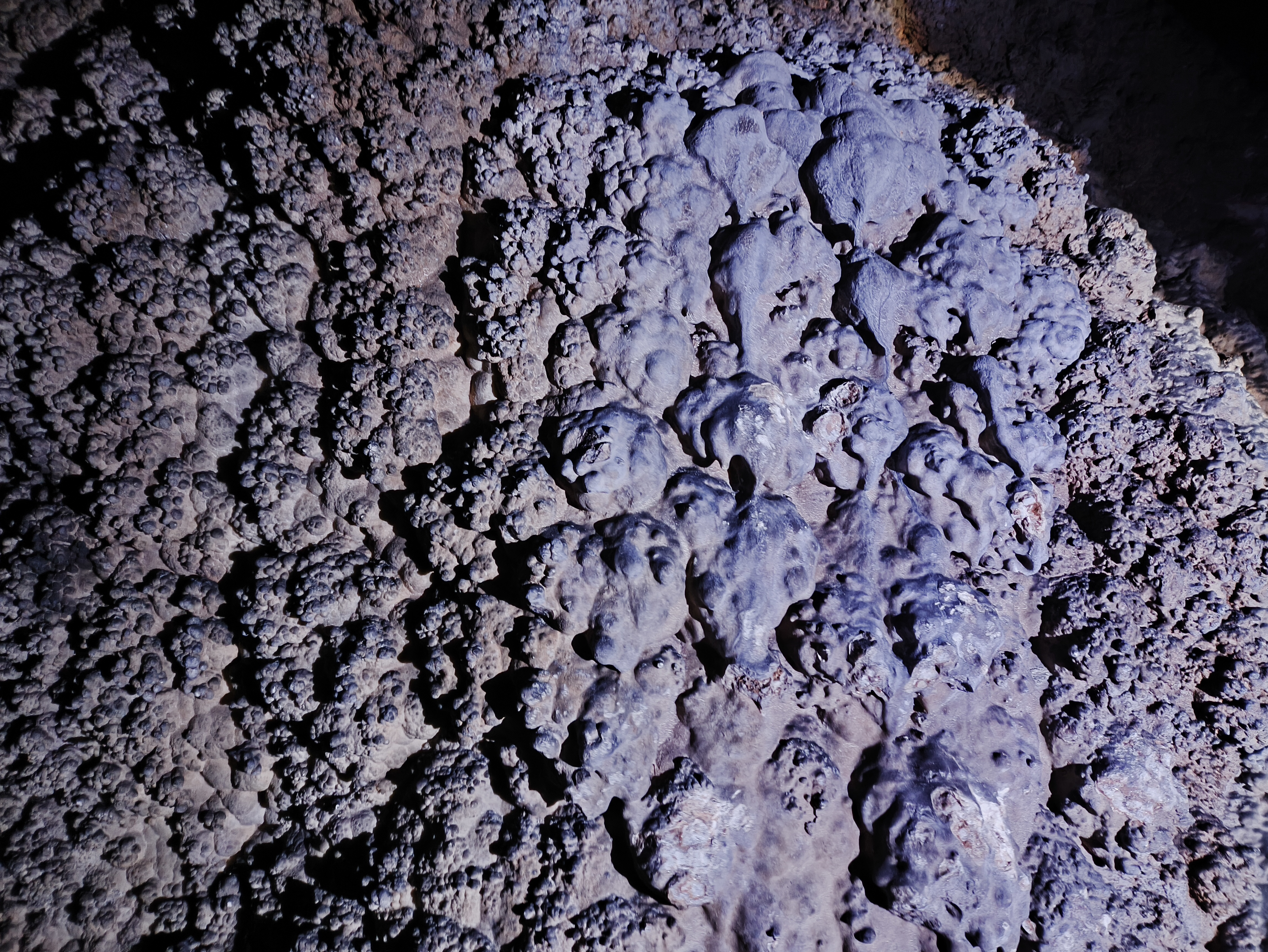
غار آهوبم
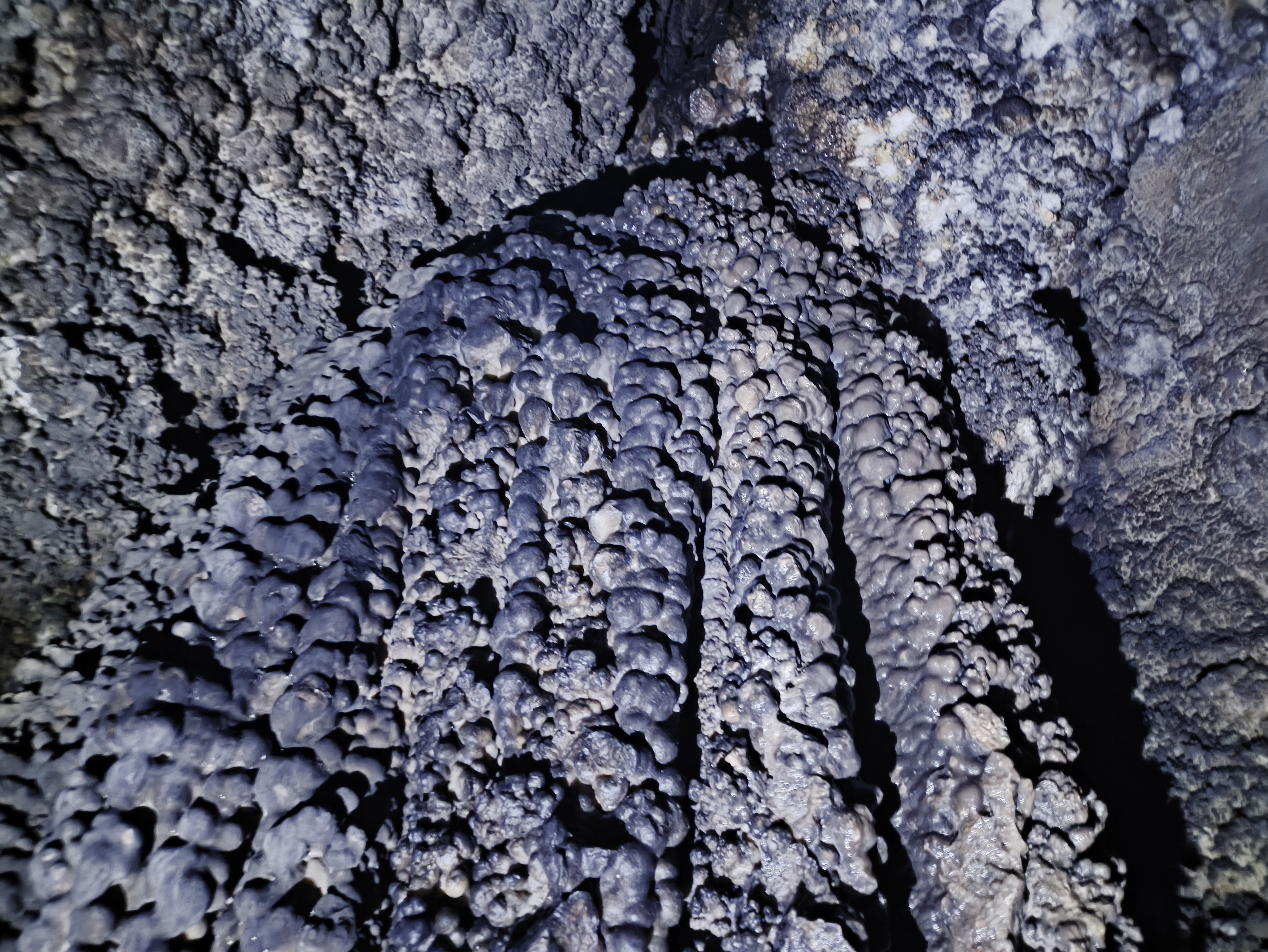
غار آهوبم
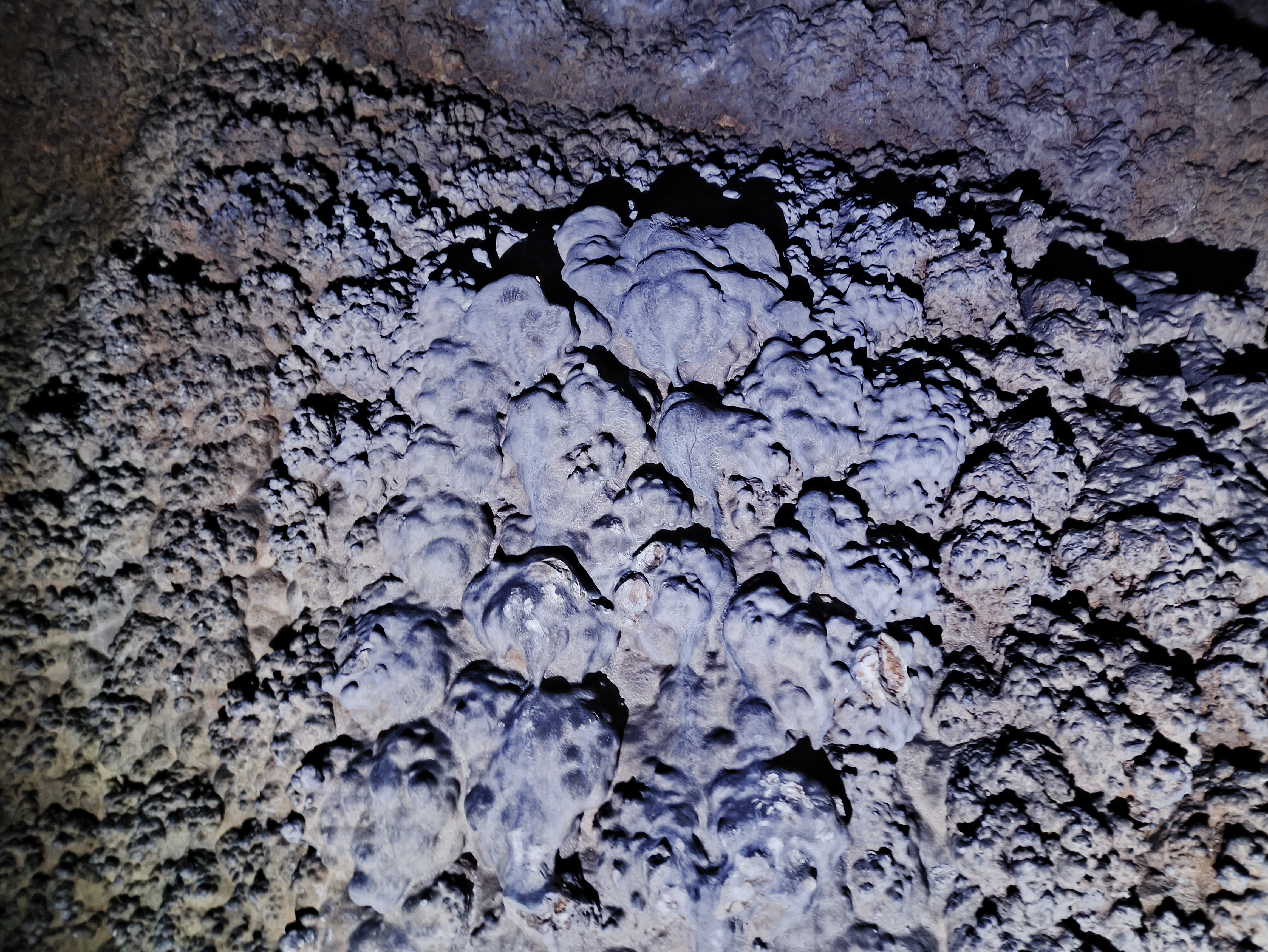
غار آهوبم